# Plebejus obensis
Plebejus obensis är en fjärilsart som beskrevs av Forster 1936. Plebejus obensis ingår i släktet Plebejus och familjen juvelvingar. Inga underarter finns listade i Catalogue of Life.